# Rocco Placentino
Rocco Placentino, né le 25 février 1982 à Montréal, est un joueur international canadien de soccer jouant au poste de milieu de terrain.

## Biographie
Rocco Placentino, après avoir joué dans la Ligue de soccer élite du Québec, tente sa chance en Italie en 1999, puis revient jouer deux saisons pour l'Impact de Montréal.
Par la suite, il retourne en Italie pour cinq saisons, alternant entre des clubs de deuxième, troisième et quatrième division. Il revient avec l'Impact en 2008, signant un contrat de deux ans.
Après la saison 2010, il rejoint l'Italie et le club de Pérouse Calcio en Série D.
Il marque 32 buts durant les cinq saisons qu'il passe en Italie de 2003 à 2008. 
Rocco Placentino joue 12 matchs dans les différentes équipes nationales canadiennes junior, et un match en équipe senior, en match amical contre l'Espagne en 2005

## Statistiques
| Club         | année | pj | pd | MIN  | B | P | PTS | C | E |
| ------------ | ----- | -- | -- | ---- | - | - | --- | - | - |
| Montréal     | 2000  | 14 | 2  | 491  | 1 | 2 | 4   | 1 | 0 |
| Montréal     | 2001  | 16 | 1  | 314  | 0 | 2 | 2   | 1 | 0 |
| Montréal     | 2008  | 14 | 8  | 813  | 2 | 2 | 6   | 0 | 0 |
| Total Impact | ----  | 44 | 11 | 1618 | 3 | 6 | 12  | 2 | 0 |

## Palmarès
Impact de Montréal
- Vainqueur du Championnat canadien en 2008
- Champion de USL First Division en 2009